# (4138) Калхас
(4138) Калхас (лат. Kalchas, др.-греч. Κάλχας) — типичный троянский астероид Юпитера, движущийся в точке Лагранжа L4, в 60° впереди планеты. Астероид был открыт 19 сентября 1973 года голландскими астрономами К. Й. ван Хаутеном, И. ван Хаутен-Груневельд и Томом Герельсом в Паломарской обсерватории и назван в честь Калхаса, одного из персонажей древнегреческой мифологии.

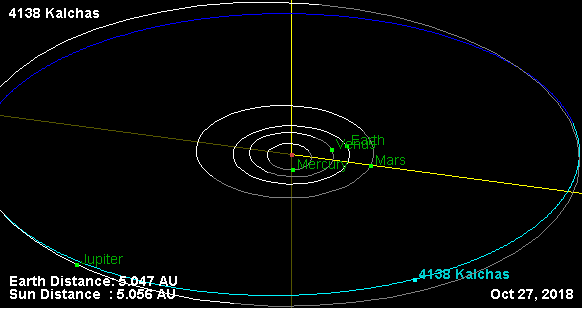
Орбита астероида Калхас и его положение в Солнечной системе